# یکی بهتر از دیگری
یکی بهتر از دیگری (به هندی: Ek Se Badhkar Ek) که در فارسی به اشتباه یکی بدتر از دیگری ترجمه شده‌است. فیلمی محصول سال ۲۰۰۴ و به کارگردانی کوندان شاه است. در این فیلم بازیگرانی همچون سونیل شتی، راوینا تاندون، شیکهار سومان، ایشا کوپیکار، آسرانی، ماکاراند دشپانده، شاکتی کاپور و گلشن گروور ایفای نقش کرده‌اند.